# Орья (приток Лозьвы)
Орья — река в Свердловской области России. Устье реки находится в 312 км по правому берегу реки Лозьва. Длина реки составляет 33 км.

## Притоки
- Грязнушка (лв)
- 15 км: Каменка (лв)
- Малая Богословка
- Большая Богословка
- Степановка

## Данные водного реестра
По данным государственного водного реестра России относится к Иртышскому бассейновому округу, водохозяйственный участок реки — Тавда от истока и до устья, без реки Сосьва от истока до водомерного поста у деревни Морозково, речной подбассейн реки — Тобол. Речной бассейн реки — Иртыш.
Код объекта в государственном водном реестре — 14010502512111200009212.